# Casper Ruud
Casper Ruud (født 22. december 1998 i Oslo, Norge) er en professionel tennisspiller fra Norge.